# Ерих фон Манщайн
Фриц Ерих Георг Едуард фон Манщайн (на немски: Fritz Erich Georg Eduard von Manstein) е германски фелдмаршал от Вермахта, служил през Първата световна война и Втората световна война. Има репутацията на един от най-талантливите стратези. Племенник на Паул фон Хинденбург.

## Биография

### Произход и образование
Фриц Ерих фон Левински е роден на 24 ноември 1887 г. в Берлин, Германска империя. Негов баща е генерал от артилерията Едуарт Юлиус фон Левински, който през военната си кариера се издига до поста командващ корпус в германската имперска армия. Традициите на рода във военната област са с корени още от епохата на тевтонските рицари. Малкият Ерих е 10-о дете в семейството на генерала.
След смъртта на баща му по време на военно учение е осиновен от негова бездетна леля, сестра на майка му. Втори баща на Ерих става Георг фон Манщайн(24 ноември 1887 – 9 юни 1973) – по онова време генерал-лейтенант (по-късно достига до фелдмаршал) и дивизионен командир в кайзеровата армия, участник в Първата (1914 – 1918) и Втората световна война (1939 – 1945), сред най-способните командири-стратези във Вермахта. Фриц Ерих фон Левински взима неговото фамилно име и е наречен фон Манщайн, или за по-кратко Ерих фон Манщайн.
Образование получава в Страсбург, Франция, в няколко кадетски училища. През март 1906 г. като офицерски кадет постъпва в елитния 3-ти пруски пехотен гвардейски полк и на 1 юли 1907 г. получава офицерски чин. През 1913 – 1914 г. младши лейтенант Манщайн учи във военна академия.

### Първа световна война
Когато започва Първата световна война, вече като лейтенант Манщайн служи като адютант във 2-ри гвардейски полк. Младият Манщайн се сражава в Белгия, след това в Източна Прусия и в Полша (под командването на своя чичо фелдмаршал Паул фон Хинденбург) и е тежко ранен през ноември 1914 г. В строя се връща през май 1915 година. Служи като адютант към щаба на 12-а армия, а след това е офицер към генералния щаб на 2-ра и 1-ва армия на германо-руския и германо-френския фронт. След сражението при Вердюн Манщайн е назначен за началник на оперативно управление на 4-та кавалерийска дивизия в Естония и Курландия, а от май 1918 г. изпълнява същата длъжност в 213-а ударна пехотна дивизия на германо-френския фронт. Приключва Първата световна война в чин капитан и заслужено получава награди като Железен кръст I-ва степен и Орден на „Дома на Хоенцолерните“.

### Между световните войни
Годините на Ваймарската република Манщайн прекарва на различни щабни длъжности, с изключение на три години, когато командва пехотна рота (1921 – 1924) и още една година в качеството на командир на пехотен батальон (1931 – 1932). През 1933 получава званието полковник, а в началото на 1934 г. е назначен за началник-щаб на 3-ти военен окръг. На следващата година Манщайн вече заема длъжността началник на отдела за бойни операции към генералния щаб на армията. На 1 октомври 1936 г. става генерал-майор. През октомври 1937 г. генерал Бек назначава Манщайн за заместник началник на генералния щаб.
Още през 1934 г. Манщайн изразява протеста си срещу нацистите. По това време военният райхсминистър генерал Бломберг издава първите откровено расистки заповеди, касаещи армията. Манщайн не е съгласен с дискриминацията на евреите в немската войска, които през Голямата война са доказали готовността си да се жертват за Германия. Той написва протестно писмо до Райхенау, който обаче побеснява и показва писмото на Бломберг. Последният на свой ред вика при себе си главнокомандващия армията генерал Фрич и изисква от него да смъмри Манщайн. Фрич обаче вероятно споделя същите схващания като Манщайн и не предприема никакви наказателни мерки.
Когато в началото на 1938 г. Хитлер се среща с Браухич, името на генерал-майор Манщайн е в черния списък на фюрера. Браухич заменя Фрич, а Манщайн е снет от длъжност. Но понеже е твърде талантлив, за да се отърват от него окончателно, получава командването на 18-а пехотна дивизия в Лайпциг. През септември 1938 г. става началник-щаб на 12-а армия под командването на Лееб, предназначена за нахлуване в Чехословакия, а на 1 април 1939 г. го повишават в чин генерал-лейтенант.

### Втора световна война

#### Западен фронт
През април 1939 г. Манщайн е назначен за началник на оперативния щаб на Рундщет и заедно с полковник Гюнтер Блументрит взема участие в разработването на плановете за нахлуване в Южна Полша и овладяването на Варшава. Манщайн остава да командва дивизията до август. По време на нахлуването в Полша изпълнява задълженията на началник-щаб на група армии „Юг“.
По-късно Манщайн предлага свой собствен план за нахлуването във Франция на базата на опита си в Полша където той вече е овладял тактиката на Блицкрига. Манщайн напълно отрича първоначално набелязания план „Шлифен“ и измисля своя собствен план наречен операция „Зихелшнит“ (Sichelschnitt). Основната му идея е да използва концентрираната сила на танковете през Ардените за да превземе мостовете по река Мозел преди да удари на изток докато обхожда линията „Мажино“ и по този начин отрязва френските армии на север. Първоначално планът му е отхвърлен от ОКХ (върховно командване на сухопътните сили), но веднъж привлякъл вниманието на Хитлер на 7 февруари той е бързо приет. Заради появилите се търкания между тях Браухич назначава Манщайн за командир на 38-и армейски корпус, който по това време се формира в Щетин. Когато започва нахлуването във Франция, Манщайн е в отпуск в Лайпциг и за началото на военните действия узнава от радиото. Скоро след това корпусът му е зачислен към група армии „А“ и извършва дребни, завършващи операции след Дюнкерк. Последвалите осем месеца Манщайн прекарва в окупационните сили на Ламанша. На 1 юни 1940 г. става генерал от пехотата и на 19 юни 1940 г. след успеха на операция „Гелб“ е награден с Рицарски кръст.

#### Източен фронт
В края на февруари 1941 г. Манщайн е назначен за началник на поста командващ 56-и танков корпус, който по това време едва се формира. Първоначално той се състои от 8-а танкова, 3-та моторизирана, 3-та моторизирана SS и 290-а пехотна дивизия и по време на нахлуването в Съветския съюз влиза в състава на 4-та танкова група на Хьопнер, намираща се в група армии „Север“. Манщайн блесва в Русия с това, че се вклинява на 200 мили дълбочина в противникова територия и на петия ден от старта на кампанията без бой овладява моста през Западна Двина при Даугавпилс. Действията му по спасяването на 10-и армейски корпус и последвалото унищожение на съветската 3-та армия (СССР) при Демянск са нагледен пример за военния му талант. След това на Манщайн се налага да отбива съветските контраатаки между Илменското и Чудското езеро.
На 12 септември при авиокатастрофа загива генерал-полковникът от кавалерията Ойген Ритер фон Шоберт (по време на командване от въздуха на 11-а армия моторът на самолета отказва). Вечерта на същия ден Манщайн получава командването на 11-а армия.
На разположение на Манщайн са 54-ти, 44-ти планински и 30-и корпуси, 1-ва моторизирана дивизия СС „Лайбщандарт Адолф Хитлер“ и 3-та румънска армия. На 24 септември 1941 г. със силите на 54-ти армейски корпус на генерал Ерик-Оскар Ханзен Манщайн повежда настъпление към Перекоп. 49-и планински корпус на генерал Лудвиг Кюблер се намира наблизо в резерв, готов да осъществи пробив към Севастопол. За защитата на левия фланг на Манщайн остава само 30-и армейски корпус на генерал Ханс фон Залмут и шест ненадеждни румънски бригади.
След ожесточени схватки с шест съветски дивизии Ханзен и корпусът му успяват на 28 септември да превземат Перекоп. По време на операцията са пленени 10 000 души, 112 танка и 135 оръдия. Но немците така и не успяват да се възползват от победата, защото на 26 септември руснаците атакуват левия фланг на Манщайн със силите на две армии. 30-и армейски корпус устоява, а румънците поддават, и Манщайн е принуден бързо да хвърли в Ногайската степ корпуса на Кюблер.
С настъплението си руските части на север от Азов спасяват Крим, но едновременно с това оголват десния си фланг, правейки го удобна мишена за атака от страна на 1-ва танкова армия на Клайст. Той заедно с Манщайн осъществява на 5 – 10 декември крупна операция по обкръжаване на руските сили при Азовско море. Те унищожават 18-а армия, силно обезкървяват 9-а, в плен попадат 650 000 руснаци, пленени или унищожени са 212 танка и 672 оръдия. Цената на победата обаче се оказва твърде висока и руснаците получават триседмичен отдих, който им дава възможност да укрепят Севастопол и Крим.
На юг от Перекоп съветското командване съсредоточава 8 пехотни и 4 кавалерийски дивизии, блокирайки пътя към Севастопол. 49-и планински корпус е прехвърлен от 11-а армия в състава на група армии „Юг“ и за Манщайн остават само 6 дивизии, всичките пехотни, и на практика никакви възможности за маневриране. Сражението продължава десет дни – руснаците отстъпват едва на 28 октомври. Манщайн стремглаво ги преследва и успява да плени 100 000 души, 700 оръдия и 160 танка, но не успява да завладее Севастопол.
След пореден неуспех на 17 декември Манщайн спира щурма на крепостта и прехвърля подразделенията си от Севастопол към Керч, където остават през зимата.
През новата година Манщайн е удостоен с чин генерал-полковник. Като такъв трябва да води действия на ограничения участък между Севастопол и съветския плацдарм в Керч. В първите дни на май той неочаквано прехвърля основните си сили на изток, сгромолясвайки на Керченския плацдарм 5 пехотни дивизии, 22-ра танкова дивизия и румънския корпус. По въздух е подкрепен от 8-и въздушен корпус на Волфрам фон Рихтхофен, снабден с „Ju-87“.
За 10 дни Манщайн унищожава две съветски армии, пленявайки 170 000 души, 1133 оръдия и 258 танка. При това собствените му загуби са общо 7500 души. Генерал-полковникът подсигурява тила си и отново може да подхване щурм към Севастопол.
Крепостта пада на 3 юли. Унищожени са още две съветски армии. В плен попадат 90 000 души, 467 оръдия, 758 топове, 26 танка, 141 самолети и 155 противотанкови оръдия. Скоро след това Хитлер прави Манщайн фелдмаршал, с дата на заповедта 1 юли 1942 г.
Хитлер предава армията на Манщайн в група армии „Север“ за нанасяне на удар по Ленинград. Фюрерът не се съмнява, че ще успее да овладее града. Обаче Манщайн не е настроен толкова оптимистично. Настъплението му е запланирано за 14 септември, но руснаците изпреварват немците и на 27 август разгръщат собствено настъпление, действайки срещу десния фланг на 18-а армия под командването на генерал-полковник Георг Линдеман. На 11-а армия се налага спешно да се насочи към оказалия се под заплаха сектор. Манщайн успява бързо да спре придвижването на руснаците. Неговите войски унищожават 7 пехотни бригади и 4 бронебойни бригади от елитната 2-ра ударна армия. В плен попадат 12 000 съветски бойци, унищожени и пленени са над 300 оръдия, 500 гаубици и 244 танка.
След края на сраженията Манщайн присъства на погребението на сина си Геро Ерих фон Манщайн, лейтенант от 51-ви танков гренадирски полк, който загива от руски снаряд в последните дни на сраженията. Погребват го на брега на езеро Илмен. След това фелдмаршалът излиза в отпуск, който прекарва при жена си в Лайпциг, за да я утеши в скръбта ѝ.
След като се завръща на фронта след няколко дни, узнава за това, че руснаците, пробивайки през линиите на 3-та и 4-та румънска армия, на 22 ноември са обкръжили при Сталинград 6-а армия. Щабът на Манщайн получава нова задача в група армии „Дон“. Възложено му е спасяването на 6-а армия, а също и възстановяването на Южния сектор на Източния фронт.
Още със започването на работа на щаба му на 27 ноември Манщайн намеква на Цайцлер и ОКХ, че на 6-а армия трябва да бъде разрешено да се разкъса. Хитлер обаче отказва да даде разрешение за това. Така на Манщайн се налага да разреши 3 задачи:
- да възстанови линията на фронта, от който практически нищо не е останало;
- да не допусне руснаците до Ростов и да не им позволи да отрежат намиращите се в Кавказ група армии „А“;
- да спаси от унищожение 6-а армия.

За изпълнението на всички тези задачи в Операция „Зимна буря“ Манщайн разполага (от север на юг) само със 17-и армейски корпус по река Чир, остатъците на 48-и танков корпус, слабата 4-та танкова армия, а също и остатъците на 4-та румънска армия. Противостоят му 10 съветски армии, танкова, 4 въздушни армии, няколко формирование на кавалерийски, танкови и механизирани корпуси, а също и над 100 отделни танкови, артилерийски, противотанкови, сапьорни и други полкове.
Манщайн с блясък провежда операцията. Той изоставя позициите си по река Чир, но успява да съхрани целотата практически на целия фронт. Хвърляйки в бой последните си резерви, той спира руснаците при Ростов и се приближава на разстояние 30 мили до Сталинград. Паулус отказва да осъществи разкъсване, а Хитлер отказва да му даде съответната заповед. Манщайн още дълго държи пътя за отстъпление открит докато в този „коридор“ не се настанява 4-та танкова армия.
Съпротивата при Сталинград е сломена към 2 февруари 1943 г. Манщайн се среща с Хитлер и успява да го убеди да му даде разрешение да отстъпи Източен Донец, за да освободи за контранастъпление 4-та танкова армия.
Контранастъплението на Манщайн се оказва рядко успешно. Успява да спре зимното настъпление на руснаците, отново овладява Харков, унищожава съветската 3-та танкова армия и придадените ѝ формирования, пленява или унищожава 615 танка, 354 оръдия, а също голямо количество снаряжение на участъка Донец и Днепър. На 10 март Хитлер каца в щаба на Манщайн и го награждава с „Дъбовите листа“ на Рицарския кръст.
Най-крупното танково сражение във войната, това при Курската дъга, завършва с поражение за немците. Русите успяват да осъществят пробив през южния фланг на група армии „Център“ и се устремяват на запад. На 17 юли поверените на Манщайн 20 пехотни дивизии и 13 танкови или танково-гренадирски противостоят на 10 съветски пехотни дивизии, 10 танкови корпуси, 7 механизирани и 7 кавалерийски, 20 отделни танкови бригади, 8 противотанкови плюс още разнообразни части. Към началото на септември към тях е прибавено подкрепление във вид на 55 пехотни дивизии, 2 танкови корпуса и над 10 танкови бригади. На 7 септември превъзходството на руснаците над Манщайн е 6 към 1 (6:1).
Манщайн отстъпва към Днепър. Към 24 август на негово разположение остават общо 257 танка и 220 оръдия на фронт дълъг 1300 мили. Хитлер му нарежда да не отстъпва нито педя, но това е неизпълнима заповед. В тази ситуация Манщайн проявява негативните страни от характера си. За изкупителна жертва след загубите фелдмаршалът оставя на гнева на Хитлер генерал Франц Вернер Кемпф. След загубата на Харков фюрерът отстранява командващия армейско подразделение „Кемпф“ (по-късно 8-а армия). По подобен, не особено джентълменски начин, Манщайн постъпва и по-рано през декември 1941 г. с генерал граф Ханс фон Шпонек, командващ 42-ри армейски корпус, стоварвайки върху него цялата вина за загубата на Керч провала под Севастопол. Манщайн не възразява на Хитлер, който нарежда да хвърлят провинилия се Шпонек в затвора. След 20 юли 1944 г. Шпонек е убит без съд и присъда. Манщайн се провинява и по отношение на евреите. На 20 ноември 1941 г. той подписва заповед, в която се казва, че немският войник на изток трябва да стане „носител на безжалостна национална идеология, вследствие на което всеки войник е длъжен докрай да осъзнае необходимостта от суровото, но справедливо възмездие за подчовеците-евреи“. Тук вече се наблюдава отстъпление от горещо отстояваните преди войната хуманни идеи. В този случай по всяка вероятност Манщайн решава да направи компромис с властта в името на личното му придвижване по стълбата на военната кариера. А амбициите му са наистина големи. На 3 септември 1943 г. с подкрепата на ген. Клуге Манщайн излага пред Хитлер няколко радикални предложения. Те съдържат предложение за обединяване на командването на Изток (под началството на Манщайн), премахване на OKW и предаването на всички фронтове под командването на Генералния щаб на сухопътните сили. Разбира се, Хитлер отхвърля всички тези идеи.
В началото на октомври 1943 г. Манщайн отстъпва и съвсем неочаквано предприема още едно блестящо настъпление, разбивайки при Кривой рог съветската 5-а гвардейска армия. Когато на 28 октомври остатъците на 5-а армия се обръщат в бяг, оставят след себе си 350 танка, 350 оръдия, 5000 пленени и около 10 000 убити. Благодарение на Манщайн обстановката на Източния фронт временно се стабилизира.
Съветското зимно настъпление 1943 – 1944 г. започва на 24 декември и още на 31 декември пада Житомир. На 4 януари 1944 г. Манщайн лети до Растенбург и моли за разрешение да изтегли назад целия южен фланг, но Хитлер отговаря с отказ. Тогава Манщайн помолва всички освен Хитлер и Цайцлер да напуснат стаята. Последва съкрушителна критика на действията на фюрера на Източния фронт. Хитлер високомерно се опитва да постави на място Манщайн, но последният продължава да говори. Фелдмаршалът завършва речта си отново с искане да бъде назначен за командващ на Източния фронт. В отговор на това Хитлер заявява, че дори той, фюрерът, никога не успява да накара фелдмаршалите му да изпълняват всичките му заповеди. Така че едва ли Манщайн ще се справи по-добре. На това Манщайн отговаря с: „Да, на моите заповеди винаги се подчиняват!“ Това е неочаквана дързост и Хитлер бързо приключва срещата.
През февруари Манщайн с огромни жертви успява да разкъса обръча около немските войски в „Черкаския чувал“. На 19 март Манщайн отново лети до щаба в Оберзалцберг, искайки да му бъде дадена свобода на действие. За пореден път Хитлер му отказва. След четири дни в обкръжение попада 1-ва танкова армия под командването на ген. Ханс Хубе. Хитлер отново нарежда да не се отстъпва. Манщайн гръмко изразява възмущението си. На 25 март след ожесточени спорове по телефона Хитлер го вика при себе си в Бергхоф и там Манщайн заплашва с оставка. Хитлер със свито сърце си взима думите назад и дава разрешение за изтегляне на частите на Хубе в посока сливане с останалите немски войски.

#### Отстраняване
На 30 март 1944 г. Хитлер вика при себе си Манщайн и Клайст в Оберзалцберг, награждава ги с „Мечовете“ към Дъбовите листа на Рицарския кръст, след което ги отстранява от командването. Манщайн е заместен от Валтер Модел. Ерих фон Манщайн е отстранен, без да бъде обиждан. Хитлер му обещава, че ако бъде запланувано крупно настъпление, Манщайн непременно ще бъде приканен да го ръководи. Говори се, че през есента на същата година фюрерът подарява голямо имение на фелдмаршала в оставка.

### Следвоенни години
След войната Манщайн попада в ръцете на англичаните и е отведен в лагер в Люнеберг. По-късно е преместен в Нюрнберг. През есента на 1946 г. е прехвърлен в лагер за висши офицери във Великобритания и се връща в Германия през лятото на 1948 г.
След 4 години затвор се изправя през 1949 г. в Хамбург пред британски военен трибунал. От него са снети 2 обвинения, свързани с изтреблението на евреи, но е инкриминиран заради нежелание да защитава мирното население. На 19 декември 1949 г. Манщайн е признат за виновен и осъден на 18 години затвор. По-късно срокът на присъдата е съкратен до 12 години, а през август 1952 г. фелдмаршалът е пуснат на свобода условно по медицински показания.
Окончателно е освободен от затвора през май 1953 г., след което започва работа като съветник на западногерманската армия. Записани са и мемоарите му „Проиграни победи“, последвани от „От войнишкия живот 1887 – 1939“.
Ерих фон Манщайн умира в Иршенхаузен, Бавария на 11 юни 1973 г. Погребан е в гробището в Дорфмарк, близо до Фалингбостел, северно от Хановер.

## Критика
След излизането на мемоарите му „Проиграни победи“ (Verlorene Siege) през 1950-те години в Западна Германия е обвинен от Фридрих Паулус, че прикрива отговорността си за гибелта на 6-а армия в битката за Сталинград, съзнателно изопачавайки действителното състояние на фронта и притаявайки редица факти (в разговори между Паулус и Манщайн по радиото, в които е скривал истинското положение на фронта и сковавал действията на 6-а армия), прехвърляйки цялата вина за случилото се на Хитлер и Паулус.

## Семейство
Ерих фон Манщайн се жени на 10 юни 1920 г. за Юута Зибиле фон Льош (1900 – 1966), дъщеря на германски фермер, от която има 3 деца; Гизела (р. 1921), Геро (1922 – 1942) и Рудигер (р. 1929). Старши лейтенант Геро Ерих фон Манщайн, от 51-ви танков гренадирски полк, загива от руски снаряд в последните дни на сраженията. Погребват го на 29 октомври 1942 г. на брега на езеро Илмен.
|  |                             |  |  |  |  |  |  |  |  |  |  |  |  |  |  |  |
|  | Георг фон Левински          |  |  |  |  |  |  |  |  |  |  |  |  |  |  |  |
|  |                             |  |  |  |  |  |  |  |  |  |  |  |  |  |  |  |
|  |                             |  |  |  |  |  |  |  |  |  |  |  |  |  |  |  |
|  | Йохан фон Левински          |  |  |  |  |  |  |  |  |  |  |  |  |  |  |  |
|  |                             |  |  |  |  |  |  |  |  |  |  |  |  |  |  |  |
|  |                             |  |  |  |  |  |  |  |  |  |  |  |  |  |  |  |
|  | Константиа фон Джичилска    |  |  |  |  |  |  |  |  |  |  |  |  |  |  |  |
|  |                             |  |  |  |  |  |  |  |  |  |  |  |  |  |  |  |
|  |                             |  |  |  |  |  |  |  |  |  |  |  |  |  |  |  |
|  | Юлиус Аугуст фон Левински   |  |  |  |  |  |  |  |  |  |  |  |  |  |  |  |
|  |                             |  |  |  |  |  |  |  |  |  |  |  |  |  |  |  |
|  |                             |  |  |  |  |  |  |  |  |  |  |  |  |  |  |  |
|  | Елеоноре Винтер             |  |  |  |  |  |  |  |  |  |  |  |  |  |  |  |
|  |                             |  |  |  |  |  |  |  |  |  |  |  |  |  |  |  |
|  |                             |  |  |  |  |  |  |  |  |  |  |  |  |  |  |  |
|  | Едуарт Юлиус фон Левински   |  |  |  |  |  |  |  |  |  |  |  |  |  |  |  |
|  |                             |  |  |  |  |  |  |  |  |  |  |  |  |  |  |  |
|  |                             |  |  |  |  |  |  |  |  |  |  |  |  |  |  |  |
|  | Шарлоте Вилхелмине Зайдел   |  |  |  |  |  |  |  |  |  |  |  |  |  |  |  |
|  |                             |  |  |  |  |  |  |  |  |  |  |  |  |  |  |  |
|  |                             |  |  |  |  |  |  |  |  |  |  |  |  |  |  |  |
|  | Ерих фон Манщайн            |  |  |  |  |  |  |  |  |  |  |  |  |  |  |  |
|  |                             |  |  |  |  |  |  |  |  |  |  |  |  |  |  |  |
|  |                             |  |  |  |  |  |  |  |  |  |  |  |  |  |  |  |
|  | Оскар Ернст фон Шперлинг    |  |  |  |  |  |  |  |  |  |  |  |  |  |  |  |
|  |                             |  |  |  |  |  |  |  |  |  |  |  |  |  |  |  |
|  |                             |  |  |  |  |  |  |  |  |  |  |  |  |  |  |  |
|  | Хелене Паулине фон Шперлинг |  |  |  |  |  |  |  |  |  |  |  |  |  |  |  |
|  |                             |  |  |  |  |  |  |  |  |  |  |  |  |  |  |  |
|  |                             |  |  |  |  |  |  |  |  |  |  |  |  |  |  |  |
|  | Паулине Мари фон Клас       |  |  |  |  |  |  |  |  |  |  |  |  |  |  |  |
|  |                             |  |  |  |  |  |  |  |  |  |  |  |  |  |  |  |
|  |                             |  |  |  |  |  |  |  |  |  |  |  |  |  |  |  |

## Военни награди
- Носител на Орден „Железен кръст“ (1914) – II-ра (1939) и I-ва степен (1939).
  - Сребърни пластини към Ордена „Железен кръст“ (1939) – II-ра (1939) и I-ва степен (1939).
- Носител на Орден „Дома на Хоенцолерните“ – Рицарски кръст с мечове (?).
- Носител на Орден „Ханзайски кръст“ – Хамбург.
- Носител на „Значка за раняване“ (1918) – черна (?).
- Носител на Орден „Михаил Храбри“ (?) – III-та (?) и II-ра степен (?).
- Носител на Щит „Крим“ (?) – златен (?).
- Носител на Рицарски кръст – (19 юли 1940).
- Носител на Дъбови листа № 209 към Рицарския кръст – (14 март 1943).
- Носител на Мечове № 59 към Рицарския кръст и дъбовите листа – (30 март 1944).
- Споменат 8-пъти в ежедневния доклад на Вермахтберихт (на: 11 октомври, 12 октомври и 31 октомври 1941; 19 май, 20 май и 2 юли 1942; 20 март и 4 август 1943).

## Офицерски звания
- Офицерски кадет – 6 март 1906[4]
- Младши лейтенант – 19 юни 1912[4]
- Лейтенант – 28 юли 1914[4]
- Капитан – 24 юли 1915[4]
- Майор – 1 февруари 1927[4]
- Подполковник – 1 април 1931[4]
- Полковник – 1 декември 1933[4]
- Генерал-майор – 1 октомври 1936[4]
- Генерал-лейтенант – 1 април 1938[4]
- Генерал от пехотата – 19 юли 1940[4]
- Генерал-полковник – 7 март 1942[4]
- Фелдмаршал – 1 юли 1942[4]